# Tripp megye
Tripp megye az Amerikai Egyesült Államokban, azon belül Dél-Dakota államban található. Megyeszékhelye és legnagyobb városa Winner. Lakosainak száma 5624 fő (2020. április 1.). Tripp megye Lyman, Keya Paha, Cherry, Gregory, Todd és Mellette megyékkel határos.

## Népesség
A megye népességének változása:
| Lakosok száma | 5640 | 5601 | 5481 | 5498 | 5434 | 5624 |
|               | 2010 | 2011 | 2012 | 2013 | 2015 | 2020 |